# Rūnī
Rūnī (persiska: رونی) är en ort i Iran.   Den ligger i provinsen Bushehr, i den centrala delen av landet, 700 km söder om huvudstaden Teheran. Rūnī ligger 1 203 meter över havet och antalet invånare är 744.
Terrängen runt Rūnī är kuperad. Runt Rūnī är det ganska glesbefolkat, med 24 invånare per kvadratkilometer. Rūnī är det största samhället i trakten. Omgivningarna runt Rūnī är i huvudsak ett öppet busklandskap.